# أنريل تورنمنت
أنريل تورنمنت (بالإنجليزية: Unreal Tournament) هي لعبة فيديو من نوع تصويب منظور الشخص الأول، صدرت في 30 نوفمبر 1999، وهي متوفرة على أجهزة ويندوز وماك أو إس وأو إس 10 وبلاي ستيشن 2 ودريم كاست. اللعبة من تطوير إيبك غيمز وديجيتال إكستريمز، تم نشرها للمرة الأولى في سنة 1999 من قبل جي تي إنتراكتيف لمايكروسوفت ويندوز وقامت لاحقا إنفوجرامز بنشرها لأجهزة أخرى.

## وصلات خارجية
- أنريل تورنمنت على موقع IMDb (الإنجليزية)
- أنريل تورنمنت على موقع الموسوعة البريطانية (الإنجليزية)
- الموقع الرسمي